# جيمس مودي
جيمس مودي (بالإنجليزية: James Moody) هو عازف ساكسفون وملحن أمريكي، ولد في 26 مارس 1925 في سافانا في الولايات المتحدة، وتوفي في 9 ديسمبر 2010 في سان دييغو في الولايات المتحدة بسبب سرطان البنكرياس.

## وصلات خارجية
- الموقع الرسمي
- جيمس مودي على موقع IMDb (الإنجليزية)
- جيمس مودي على موقع ميوزك برينز (الإنجليزية)
- جيمس مودي على موقع قاعدة بيانات برودواي على الإنترنت (الإنجليزية)
- جيمس مودي على موقع أول ميوزيك (الإنجليزية)
- جيمس مودي على موقع ديسكوغز (الإنجليزية)
- جيمس مودي على موقع قاعدة بيانات الفيلم (الإنجليزية)